# Embajada de Filipinas en Colombia
La Embajada de Filipinas en Colombia es la máxima representación diplomática de la República de Filipinas en la República de Colombia. Fue establecida en 2024, y su sede está situada en el barrio La Porciúncula, parte de la localidad de Chapinero en el norte de Bogotá.

## Historia
Filipinas y Colombia establecieron sus relaciones diplomáticas en 1946, aunque históricamente lo facilitaron mediante sus misiones en otros países. Mientras Colombia abrió en 2017 una embajada residente en Filipinas, por otro lado Filipinas encargaba más recientemente su embajada en Brasilia (Brasil) con la gestión de sus relaciones diplomáticas con Colombia.
En 2018, poco después de la apertura de la embajada de Colombia en Filipinas, Filipinas empezó dar consideración a la fundación de una misión residente en Colombia. Durante la inauguración de la nueva sede de la embajada de Filipinas en Alemania el 18 de febrero de 2019, el Secretario de Asuntos Exteriores filipino Teodoro Locsín Jr. anunció la posible apertura de una embajada en Colombia en los próximos cinco años, que aludió también Víctor Echiverri, el embajador colombiano en Filipinas, a la posibilidad de que ocurriese.
Durante una reunión con la comunidad colombiana de Filipinas en 2023, la embajada de Colombia en Filipinas anunció la apertura de una embajada de Filipinas en su país el próximo año, y el 14 de agosto de 2014 el Departamento de Asuntos Exteriores (DFA) filipino confirmó durante la sexta ronda de consultas bilaterales entre los dos países el despacho de un equipo de preparación a Bogotá para establecer la misión. Según María Theresa Lázaro, la subsecretaria de Asuntos Exteriores filipina, la apertura de la embajada en Colombia «es una clara señal del compromiso de las Filipinas a fortalecer sus relaciones diplomáticas con América Latina», convirtiéndose así en el segundo país del Sudeste Asiático con una embajada residente en Colombia después de Indonesia.
El 25 de agosto de 2024 ha anunciado el equipo despachado para establecer la embajada su llegada en Bogotá para abrirla con inmediatez al finalizar todas las preparaciones necesarias. Comenzó la prestación de servicios consulares el 7 de octubre de 2024, recibiendo una semana después sus primeras visitantes de nacionalidad filipina.